# Gornergrat

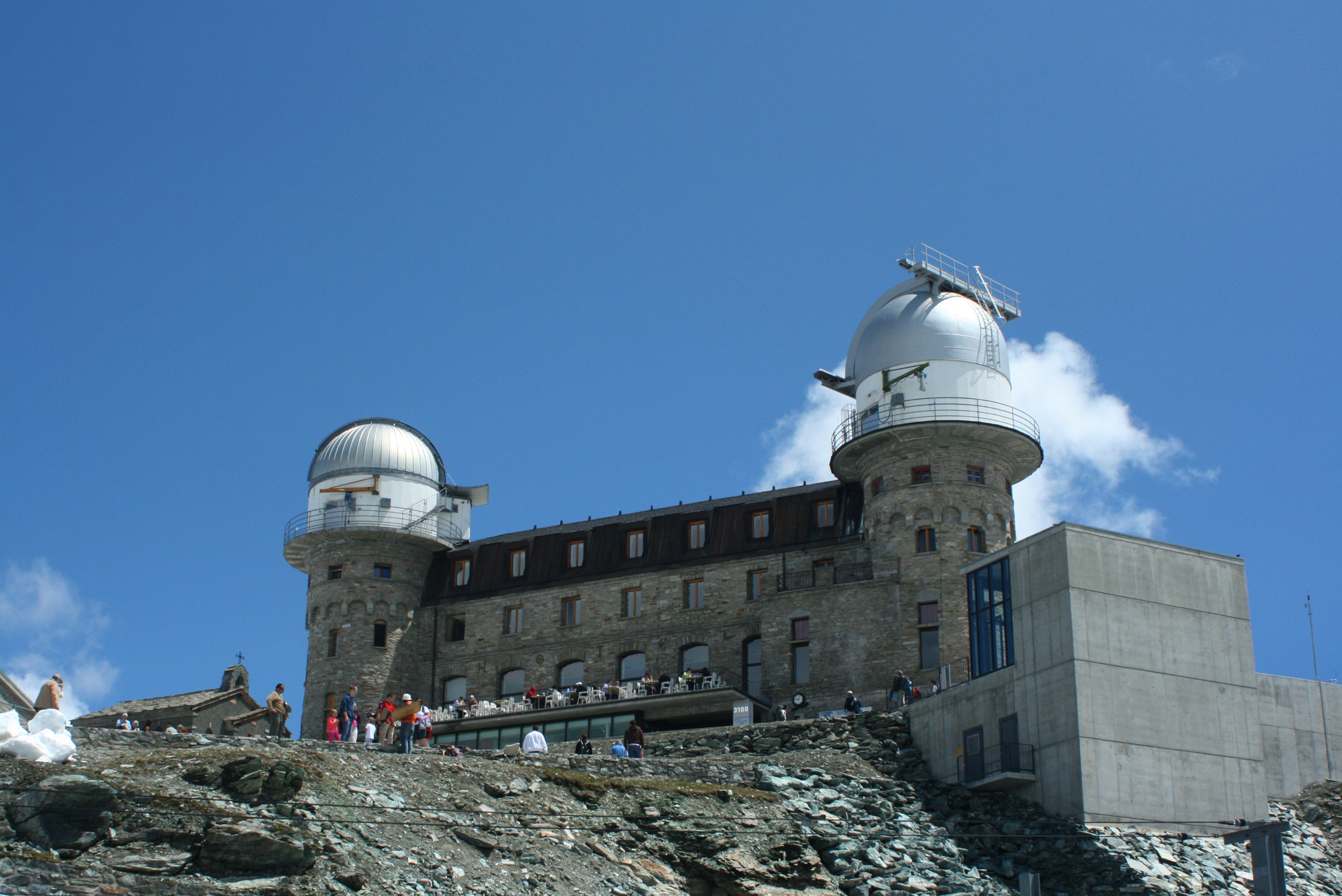
obserwatorium astronomiczne Gornergrat oraz Hotel na szczycie

Gornergrat – skalisty grzbiet w Alpach Pennińskich, części Alp Zachodnich. Leży w Szwajcarii, w kantonie Valais, w dolinie Mattertal, na północ od głównego masywu Monte Rosa. Pod szczytem, na wysokości 3089 m znajduje się hotel oraz najwyższa, końcowa stacja kolejki zębatej Gornergratbahn z Zermatt na Gornergrat. Szczyt leży między dwoma lodowcami: Gornergletscher i Findelgletscher. Jest znakomitym punktem widokowym oferując panoramę, której główną atrakcją jest ponad 20 czterotysięczników, np. szczyty Monte Rosa, Liskamm, Matterhorn, Dom i Weisshorn. Na szczycie znajduje się obserwatorium astronomiczne Gornergrat.